# Forte Louisbourg

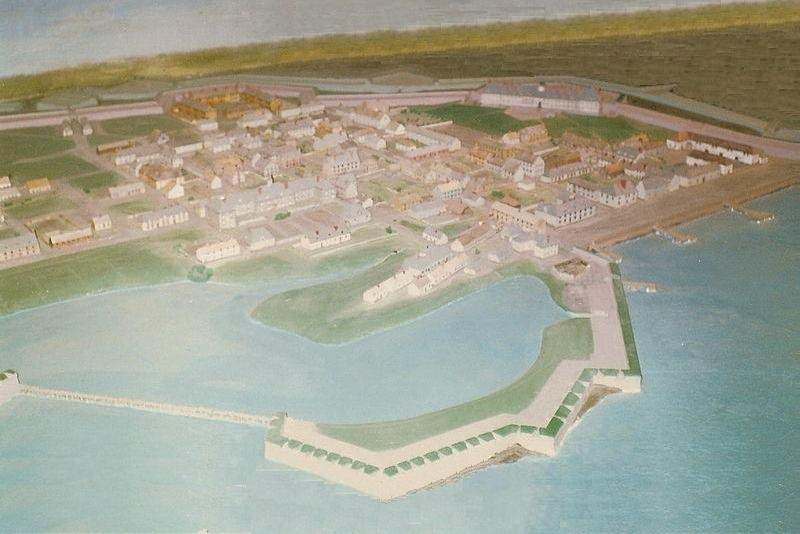
Maquete da Fortaleza de Louisbourg, Canadá.

A Fortaleza de Louisbourg (em francês, "Forteresse de Louisbourg") localiza-se em Louisbourg, Nova Escócia, no Canadá.
Constitui-se em um sítio histórico e lugar de uma reconstrução parcial do que foi uma fortaleza francesa do século XVIII.